# Rok Žitko
Rok Žitko [rók žítko], slovenski fizik * 12. april 1978, Ljubljana.
Žitko je višji znanstveni sodelavec Instituta "Jožef Stefan" (IJS) na Oddelku za teoretično fiziko F1. Raziskovalno se ukvarja z močno sklopljenimi elektronskimi sistemi, magnetizmom in superprevodnostjo, transportnimi lastnostmi, magnetnimi adsorbati na površinah in STM/S, tehnikami renormalizacijske grupe, Kondovim pojavom in fiziko kvantnih nečistoč, hladnimi atomi v optičnih mrežah in računalniško fiziko.

## Življenje in delo
Med letoma 1991 in 1997 je živel v Bruslju. Tu je končal Francoski licej Jeana Monneta (LFB) z znanstvenim bakalavreatom niza S. Leta 2002 je diplomiral na Fakulteti za matematiko in fiziko v Ljubljani (FMF) Univerze v Ljubljani (UL) z nalogo Elektronska transmitivnost nanoskopskih žičk in obročev, opisanih z modeli močno koreliranih elektronov (Electronic transmittivity of nanoscopic wires and rings, described using models of strongly correlated electrons). Za diplomo je prejel Prešernovo nagrado študentom UL za leto 2002. Po diplomi je začel na isti fakulteti študirati fiziko kondenzirane snovi.
18. maja 2007 je doktoriral na FMF z disertacijo Večdelčni pojavi pri resonančnem tuneliranju elektronov skozi nanostrukture (Many-particle effects in resonant tunneling of electrons through nanostructures) pod mentorstvom Janeza Bonče in komentorstvom Igorja Muševiča. Za to svoje doktorsko delo je leta 2008 prejel zlati znak Jožefa Stefana IJS. Leta 2008 se je podoktorsko izpopolnjeval na Univerzi v Göttingenu in bil na tej univerzi asistent pri predmetu Uvod v programiranje v naravoslovju (Introduction to programming in natural science). Od leta 2009 živi in dela v Ljubljani. 
Razvil je programski paket »NRG Ljubljana« za reševanje problema kvantnih nečistoč s pomočjo tehnike numerične renormalizacijske grupe. Temelje renormalizacijske grupe za potrebe statistične teorije polja sta razvila Wilson leta 1971 in 1975, ter Kadanoff leta 1966. Wilson je za ta dosežek leta 1982 prejel Nobelovo nagrado za fiziko. 
V slovenščino je prevedel prva dva dela učbenika fizike Landaua in Lifšica Tečaj teoretične fizike Landaua in Lifšica (Курс теоретической физики Ландау и Лифшица) – Mehanika (Механика) in Klasična teorija polja (Классическая теория поля). Učbenik sta že proti koncu 1920-ih zasnovala Landau in Bronštejn na leningrajskem Fiztehu.

## Izbrana dela

### Knjige
- Žitko, Rok (2017), Kvantne in računalniške tehnologije, Zbirka izbranih poglavij iz fizike, zv. 51 (1. izd.), Ljubljana: DMFA – založništvo, COBISS 288461312, ISBN 978-961-212-278-2

### Znanstveni članki
- Golež, Denis; Žitko, Rok (2013), »Lifshitz phase transitions in the ferromagnetic regime of the Kondo lattice model«, Phys. Rev. B, Ameriško fizikalno društvo, 88: 054431-1–6, COBISS 26984231, doi:10.1103/PhysRevB.88.054431, ISSN 1095-3795
- Osolin, Žiga; Žitko, Rok (2013), »Padé approximant approach for obtaining finite-temperature spectral functions of quantum impurity models using the numerical renormalization group technique«, Phys. Rev. B, Ameriško fizikalno društvo, 87: 245135-1–18, COBISS 26839847, doi:10.1103/PhysRevB.87.245135, ISSN 1095-3795
- Gomilšek, M.; Klanjšek, Martin; Žitko, Rok; Pregelj, M.; Bert, F.; Mendels, Y.; Li; Zhang, Q. M.; Zorko, Andrej (2017), »Field-Induced Instability of a Gapless Spin Liquid with a Spinon Fermi Surface« (PDF), Phys. Rev. Lett. (PRL), 119 (137205), doi:10.1103/PhysRevLett.119.137205
- Žitko, Rok (2017). »Nobelova nagrada za fiziko 2016« (PDF). Obzornik za matematiko in fiziko. 64 (2): 54–64. ISSN 0473-7466. Arhivirano iz prvotnega spletišča (PDF) dne 13. julija 2023. Pridobljeno 6. novembra 2017. PACS 02.40.-k, 75.70.-i, 73.43.-f, 75.10.Pq

### Aplikacije
- paket SNEG[3]
- paket NRG Ljubljana[5]

## Priznanja

### Nagrade
- Prešernova nagrada študentom UL (2002).[1]
- zlati znak Jožefa Stefana (2008).[6]
- Zoisovo priznanje za razvoj teorije nanoskopskih kvantnih sistemov (2022).[7]